# Pelodesis
Pelodesis är ett släkte av fjärilar. Pelodesis ingår i familjen nattflyn.
Kladogram enligt Catalogue of Life:
| Pelodesis | \| \| Pelodesis fulgens \| \| \| \| \| \| Pelodesis viridifera \| \| \| \| |
|           | \| \| Pelodesis fulgens \| \| \| \| \| \| Pelodesis viridifera \| \| \| \| |
|           | Pelodesis fulgens                                                          |
|           |                                                                            |
|           | Pelodesis viridifera                                                       |
|           |                                                                            |